# Piłka nożna w Mołdawii

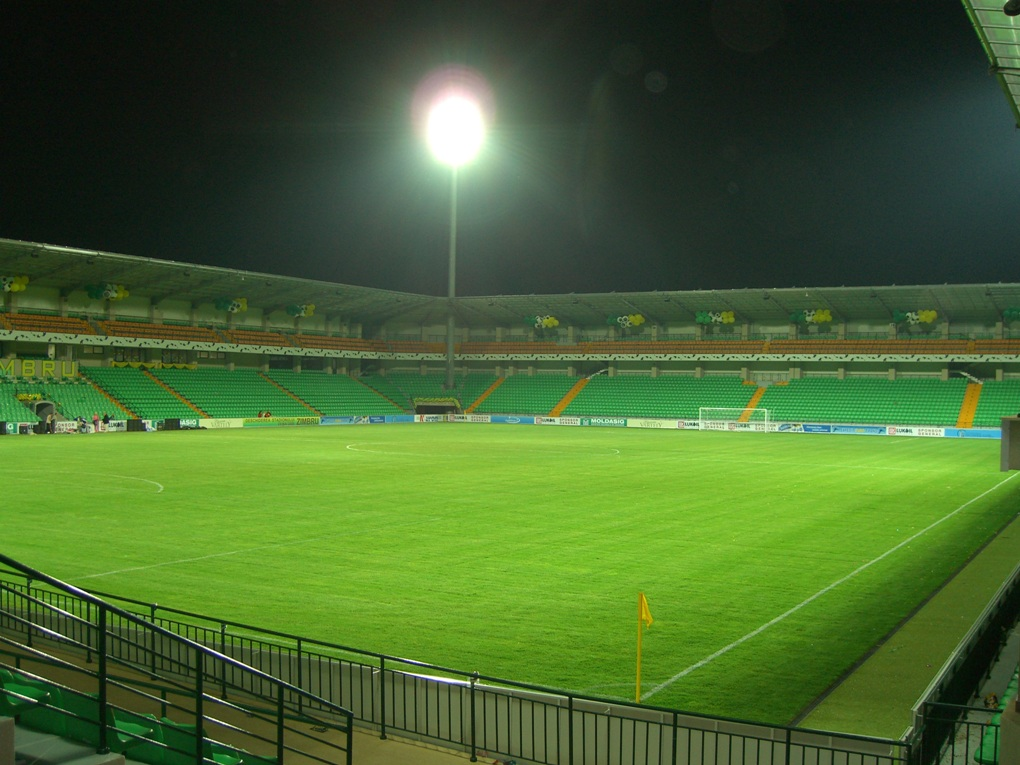
Stadion Zimbru, arena domowa reprezentacji narodowej

Piłka nożna (rum. Fotbal fot.baˈl) jest najpopularniejszym sportem w Mołdawii. Jej głównym organizatorem na terenie Mołdawii pozostaje Federația Moldovenească de Fotbal (FMF).
Według stanu na 17 listopada 2021 roku Alexandru Epureanu i Victor Golovatenco mają odpowiednio 100 i 79 występów reprezentacyjnych, a Serghei Cleșcenco strzelił 11 bramek w barwach reprezentacji Mołdawii.
W mołdawskiej Divizia Națională grają takie utytułowane kluby, jak Sheriff Tyraspol, Zimbru Kiszyniów i FC Bălți.

## Historia

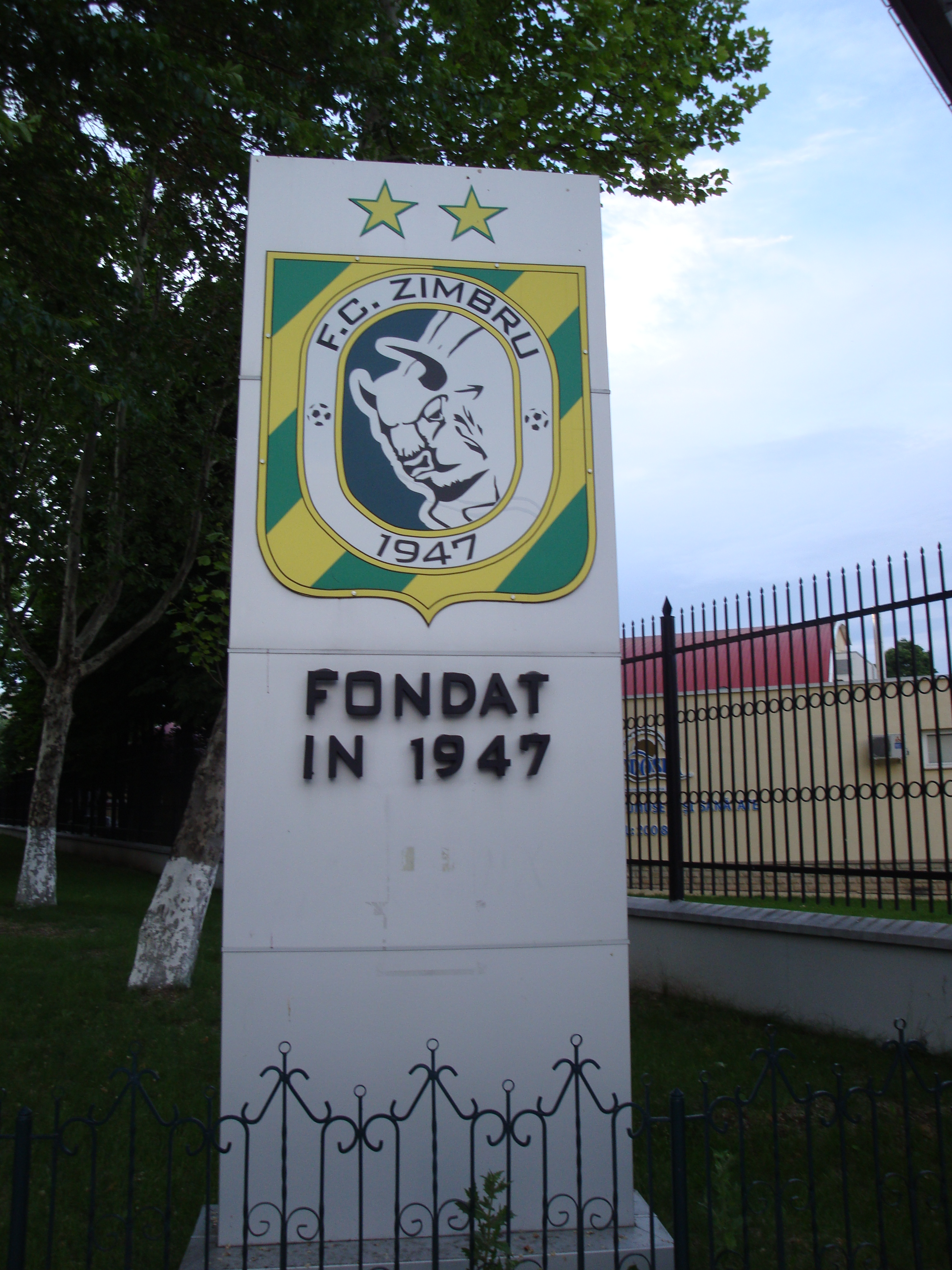
Wejście do stadionu Zimbru Kiszyniów.

Piłka nożna zaczęła zyskiwać popularność w Mołdawii na początku XX wieku. 22 sierpnia 1910 roku w Kiszyniowie, który znajdował się wówczas w składzie Imperium Rosyjskiego, odbył się pierwszy mecz piłki nożnej na boisku Gimnazjum Chłopięcego z Kiszyniowa, w którym drużyna uczniów gimnazjum i liceum z Kiszyniowa przegrała 0:22 z Gimnazjum nr 2 z Odessy. 7 maja 1918 po podpisaniu traktatu pokojowego w Bukareszcie tereny Mołdawii (Besarabii) zostały przyłączone do Królestwa Rumunii. W sezonie 1918/19 zostały wznowione Mistrzostwa Rumunii. Do 1921 rozgrywki organizowane systemem pucharowym, a zwycięzca otrzymywał tytuł mistrza Rumunii. Następnie do 1932 rumuńskie zespoły walczyli najpierw w grupach regionalnych, a potem zwycięzcy grup systemem pucharowym wyłaniały mistrza kraju. W 1920 roku w Kiszyniowie powstały pierwsze besarabskie kluby piłkarskie Regiment CFR Kiszyniów i Mihai Viteazul Kiszyniów, potem następne. W sezonie 1924/25 roku po raz pierwszy rozegrano turniej eliminacyjny na terenie Mołdawii. Pierwszym zwycięzcą został zespół Fulgerul CFR Kiszyniów. Od sezonu 1932/33 kiedy zostały organizowane rozgrywki ligowe mołdawskie zespoły nie kwalifikowały się do Divizia A. W 1940 ZSRR (w zgodzie z paktem Ribbentrop-Mołotow) wymusił na Rumunii zrzeczenie się północnej Bukowiny i Besarabii. 2 sierpnia 1940 została utworzona Mołdawska SRR w składzie ZSRR. W końcu czerwca 1941 nastąpiła okupacja rumuńska. Po zajęciu przez Armię Radziecką terytorium Mołdawii od 1945 startują mistrzostwa Mołdawskiej SRR. To nie były pełnowartościowe mistrzostwa tak jak najlepsze kluby kraju uczestniczyły w mistrzostwach ZSRR.
Po założeniu mołdawskiej federacji piłkarskiej – FMF w 1990 roku, rozpoczął się proces zorganizowania pierwszych rozgrywek o mistrzostwo Mołdawii. 23 maja 1991 Mołdawia deklaruje niepodległość.
W 1992 rozpoczęły się rozgrywki najwyższej ligi zwanej Divizia Națională.

## Format rozgrywek ligowych
W obowiązującym systemie ligowym trzy najwyższe klasy rozgrywkowe są ogólnokrajowe (Divizia Națională, Divizia A i Divizia B). Dopiero na czwartym poziomie pojawiają się grupy regionalne.

## Puchary
Rozgrywki pucharowe rozgrywane w Mołdawii to:
- Puchar Mołdawii (Cupa Moldovei),
- Superpuchar Mołdawii (Supercupa Moldovei) - mecz między mistrzem kraju i zdobywcą Pucharu.